# Kontinental Hockey League 2021/2022
Kontinental Hockey League 2021/2022 ryska: Континентальная хоккейная лига, Kontinentalnaja chokkejnaja liga) var den fjortonde säsongen av KHL.

## Deltagande lag
24 lag deltog i KHL säsongen 2021/22. I samband med Rysslands invasion av Ukraina avstod det finska laget Jokerit sin plats i slutspelet Garagin Cup och det lettiska laget Dinamo Riga lämnade KHL helt och hållet.